# Wapen van Pecq
Het wapen van Pecq is het gemeentelijke wapen van de Henegouwse gemeente Pecq. Het wapen werd in 1952 toegekend en is in 1979 aan de gelijknamige fusiegemeente toegekend.

## Geschiedenis
Het wapen is afgeleid van dat van de prinselijke familie Salm-Kyrburg. De familie was tevens baron van Pecq. Het wapen verscheen eind 18e eeuw voor het eerst op een schepenzegel. Het wapen werd op 11 of 12 februari 1952 voor het eerst toegekend, de tweede toekenning (na de gemeentelijke fusie) vond plaats op 27 april 1979.

## Blazoenering
De eerste blazoenering luidde als volgt:
Ecartelé: aux 1 et 4 d'or au lion de gueules couronné d'azur; aux 2 et 3 de sable au léopad lionné d'argent lampassé de gueules - sur le tout parti à dextre de gueules à 3 lions d'or, à senestre coupé en chef de gueules à deux saumons adossés d'argent accompagnés de quatre croisettes du même posées 1, 2 et 1 et en pointe d'azur à la fasce d'argent - l'écu placé sur un manteau de pourpre fourré d'hermine, frangé et houppé d'or sommé de la couronne de prince du Saint-Empire.

Nederlandse vertaling: Gekwartierd: 1 en 4 van goud beladen met een leeuw van keel gekroond van azuur; 2 en 3 van sabel een aanziende leeuw van zilver genageld van keel – over alles een schild gedeeld rechts van keel beladen met drie leeuwen van goud, links is doorsneden het bovenste van keel met twee afgewende zalmen van zilver omgeven door vier herkruiste kruisen staande 1, 2 en 1 en eronder in azuur een dwarsbalk van zilver – het schild is geplaatst op een purperen wapenmantel van hermelijn gezoomd en gekroond van goud met een prinsenkroon van het Heilige Roomse Rijk.
Het wapen bestaat uit een ovalen schild, iets wat in de blazoenering niet is genoemd, dat is opgedeeld in vier kwarten. Het eerste en vierde zijn goud van kleur met daarop een rode leeuw met blauwe kroon en nagels. In de andere twee kwartieren staat op een zwart veld een zilveren leeuw. Deze leeuw kijkt naar de aanschouwer en heeft rode nagels.
Over de kwartieren is een gewoon schild geplaatst, een hartschild, dat verticaal in tweeën is gedeeld. De heraldisch rechter helft, voor de kijker links, is rood. In dit rode veld staan drie gouden leeuwen, twee bovenin en een onderin. De andere helft is ook weer gehalveerd, nu horizontaal, met in de bovenste helft een variant op de twee zalmen van uit het wapen van Salm en in de onderste helft in een blauw veld een zilveren balk.
Het wapen is geplaatst in een wapenmantel met daarop een prinsenkroon zoals deze in de heraldiek van het Heilige Roomse Rijk gebruikelijk was. Hierbij is ook aangegeven dat de mantel gouden franje heeft.
De tweede blazoenering luidt als volgt:
Ecartelé, aux 1 et 4 d'or au lion de gueules couronné d'azur (Wildgraven); aux 2 et 3 de sable au léopard lionné d'argent, lampassé de gueules (Rheingrafen), sur le tout parti à dextre de gueules à trois lions d'or (Kyrbourg), à senestre coupé, en chef de gueules à deux saumons adossés d'argent, accompagnés de quatre croisettes du même 1,2 et 1 (Hohen-Salm) et en pointe d'azur à la fasce d'argent (Vinstigen); l'écu posé sur un manteau de pourpre fourré d'hermine, frangé et houppé d'or, sommé dela couronne de prince du Saint-Empire.

Nederlandse vertaling: Gevierendeeld: 1 en 4 van goud beladen met een rode leeuw met blauwe kroon; 2 en 3 zijn zwart beladen met een aanziende leeuw van zilver met rode nagels – over alles een gedeeld schild recht rood beladen met drie gouden leeuwen, links is doorsneden het bovenste veld is rood met twee ruggelings geplaatste zalmen van zilver omgeven door vier herkruiste kruisen 1, 2 en 1 geplaatst en daaronder in blauw een dwarsbalk van zilver – het schild is geplaatst op een paarse wapenmantel van hermelijn gezoomd en gekroond van goud met een prinsenkroon van het Heilige Roomse Rijk.
Het wapen is gelijk aan dat uit 1957

## Historisch vergelijkbare wapens
De volgende wapens zijn op historische gronden te vergelijken met dat van Pecq, het betreft hier een selectie:

Het wapen van het geslacht Salm
Het wapen van het vorstendom Salm-Salm
Salm-Kyrburg